# Pásztor János (püspök)
Pásztor János (Ján Pásztor) (Privigye, 1912. január 27. –‎ ?, 1988. november 8.) római katolikus pap, nyitrai püspök.

## Pályafutása
1934. szeptember 30-án szentelték pappá. 

### Püspöki pályafutása
1973. február 19-én nyitrai püspökké nevezték ki. Március 3-án szentelte püspökké Agostino Casaroli, a Rendkívüli Egyházi Ügyek Kongregációja titkára, František Tomášek és Stepán Trochta segédletével.